# Diamondville, Wyoming
Diamondville är en småstad (town) i Lincoln County i västra Wyoming, USA. Staden hade 737 invånare vid 2010 års folkräkning.

## Geografi
Diamondville ligger direkt söder om countyts huvudort Kemmerer och ingår som en förort i dess tätortsbebyggelse. Öster om staden rinner vattendraget Hams Fork Creek.

## Historia
Harrison Church upptäckte kol nära Hams Fork Creek 1868. Med finansiärer från Minneapolis kunde han bilda Hams Fork River Coal Company och starta en gruva. Orten Diamondville byggdes som bosättning för gruvarbetarna och fick stadsrättigheter 1896.
Namnet Diamondville valdes på grund av det högkvalitativa kolet från gruvorna, som liknades vid "svarta diamanter".

## Kommunikationer
U.S. Route 30 och U.S. Route 189 korsas söder om staden.